# Старчево
Ста́рчево (болг. Старчево) — село в Благоєвградській області Болгарії. Входить до складу общини Петрич.

## Населення
За даними перепису населення 2011 року у селі проживали 577 осіб.
Національний склад населення села:
| Національність   | Кількість осіб | Відсоток |
| ---------------- | -------------- | -------- |
| болгари          | 473            | 99,4%    |
| турки            | 0              | 0%       |
| цигани           | 0              | 0%       |
| інша             | 3              | 0,6%     |
| не визначились   | 0              | 0%       |
| Всього відповіли | 476            |          |

Розподіл населення за віком у 2011 році:
Динаміка населення: